# Mańczok (przystanek kolejowy)
Mańczok – nieczynny przystanek kolejowy w miejscowości Mańczok, w województwie opolskim, w powiecie opolskim, w gminie Murów, w Polsce.